# Akvitanci
Akvitanci ali Akvitani (latinsko: Aquitani), ljudstvo, ki je v antiki naseljevalo zahodno Galijo med obalo Atlantika na zahodu, Pireneji na jugu in reko Garono na severu. Po njih je dobila ime pokrajina Akvitanija.  Julij Cezar, ki jih je porazil med svojimi pohodi v Galijo, jih opisuje kot posebno skupino Galcev:
Galija je razdeljena na tri dele. Enega od njih naseljujejo Belgi, drugega Akvitanci, ki svoj jezik imenujejo keltski, tretjega pa Galci. Med seboj se razlikujejo po jeziku, običajih in zakonih. Galce in Akvitance ločuje reka Garona.
Za Cezarja se je akvitansko ozemlje kljub očitnim kulturnim povezavam z Iberijo končalo na Pirenejih:
Akvitanija sega od reke Garone do Pirenejev in dela Atlantskega zaliva blizu Španije; gleda proti sončnemu zahodu in zvezdi severnici.
Napisi na nagrobnih ploščah iz poznega rimsko-akvitanskega obdobja, ki bi lahko vsebovali imena božanstev ali oseb, so podobna sodobnim baskovskim imenom, zato mnogi filologi in lingvisti domnevajo, da so bili Akvitanci v tesnem sorodstvu s starimi Baski. Predpostavko verjetno potrjuje ime regije, ki se je v zgodnjem srednjem veku imenovala Vaskonija in se je preoblikovalo v bolj znano Gaskonjo, in druga krajevna imena.
Pokrajina, ki se je izvirno imenovala Akvitanija, se je v poznem Rimskem cesarstvu in zgodnjem srednjem veku do 6. stoletja imenovala  Novempopulania - dežela devetih ljudstev, čeprav je bilo število plemen drugačno. Strabon trdi, da jih je bilo dvajset, med njimi:
- Tarbeli na obali departmaja Landes
- Kokosati na zahodu  departmaja Landes
- Bojati verjetno na obali Arcachonskega zaliva  in na severozahodu departmaja Landes
- Vasati v okolici Bazasa južno od departmaja Gironde
- Sotiati na severu okoli Sos-en-Albreta, južno od departmaja Lot-et-Garonne
- Laktorati v  Lectourju in njegovi okolici
- Eluzati  na severozahodu okoli Eauze (bivša Elusa)
- Avski na vzhodu okoli akvitanske metropole a
- Konveni na jugovzhodu  v gornjem toku Garone
- Bigerijoni ali Begeri na zahodu departmaja Hautes-Pyrénées (bivše okrožje Bigorre)
- Suburati verjetno okoli Zuberoje; Suburati so morda istovetni s Cezarjevimi Sibuzati